# Har Kana'an
Har Kana'an (hebrejsky: הר כנען) je hora o nadmořské výšce 936 metrů v Izraeli, v Horní Galileji.
Leží na severovýchodním okraji města Safed. Během války za nezávislost v roce 1948 představovala tato hora základnu židovských jednotek Palmach. Pak zde fungovala meteorologická stanice, situovaná do klimaticky extrémního prostředí (například v březnu 1953 osm dnů sněhové pokrývky). Na západní straně na horu navazuje hora Har Birija o nadmořské výšce 955 metrů.

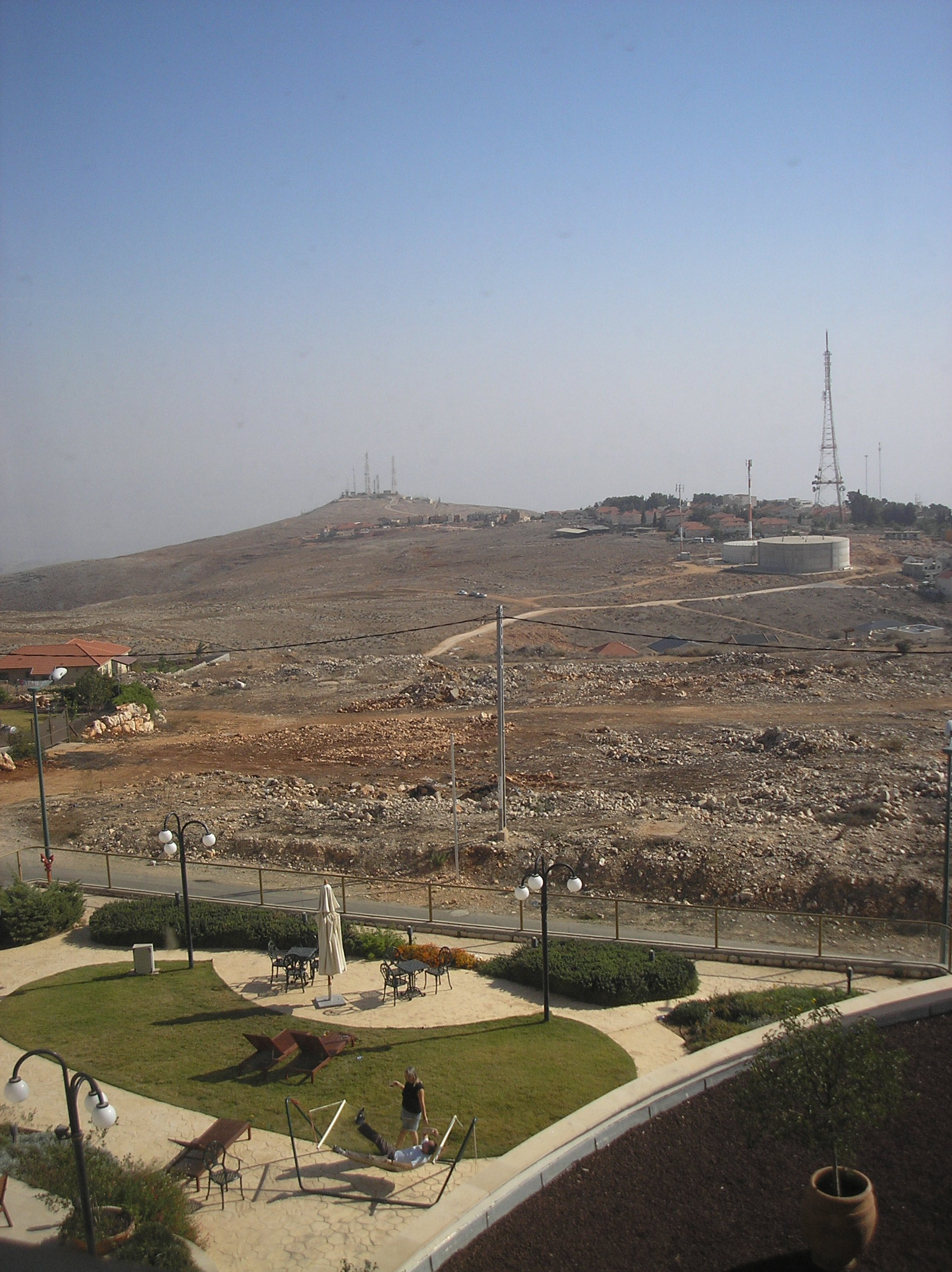
Hora Har Kana'an - pohled k východu